# Mementó-szobor

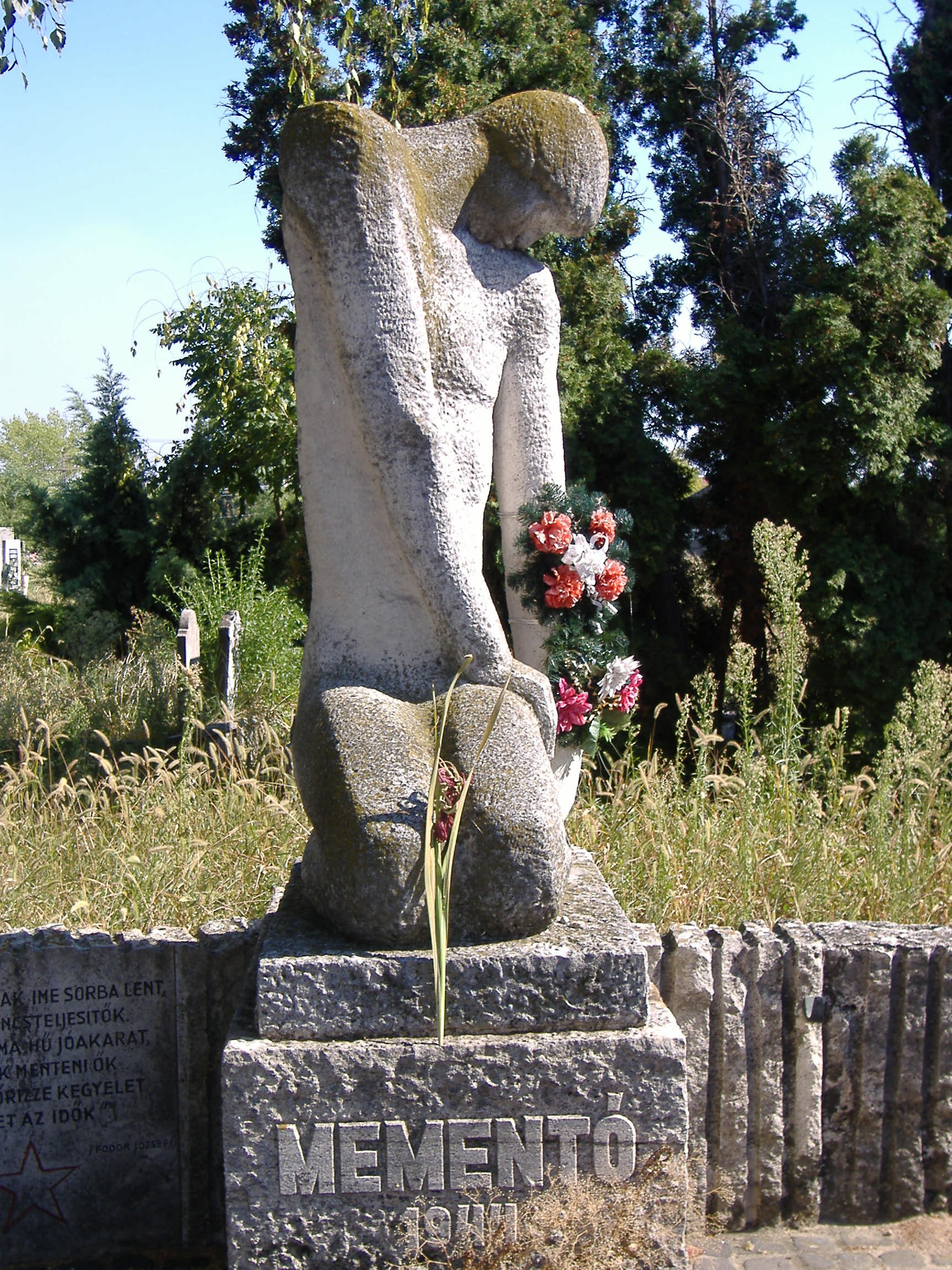
A szobor

A Mementó-szobor Makó Honvéd városrészében található, a görögkatolikus temetőben – az egykori Szovjet Hősi Temetőben. A 260 cm figuraméretű, mészkőbe faragott szobor a második világháborúban elesett szovjet katonáknak állít emléket. A második világháborúban elesett szovjet katonák számára kialakított kegyeleti hely közepén áll. Hadik Magda szobrászművész alkotása, 1975-ben állították fel.
A jellegzetesen nyújtott törzsű férfialak térdelő helyzetben, félig elfordulva, fejét a vállára hajtja. A tömbszerű, sallangmentes forma kialakítása vizuális szűkszavúsággal fejezi ki a fájdalmat, ugyanakkor az aszimmetrikus testhelyzet, a bal vállon pihenő zárkózott arc nagyon kifejező erejű.
A kegyeleti hely parki létesítményeinek tervezését Bitó János építészmérnök végezte el. A mészkőből készült hősi emlékmű melletti kőpadkára Fodor József Piros fejfák című költeményének nyolcadik, befejező versszakát vésték:
"Itt alusznak, íme, sorba lent,

A hű parancsteljesítők:

Mint a néma, hű jóakarat,

Úgy jöttek menteni ők.

Sírjukat őrizze kegyelet,

Emléküket az idő."

Érdekesség még, hogy a vésést – a vers pontatlan idézése miatt – módosítani kellett. Az emlékműre végül felkerülő, javított változat az a szöveg lett, amelyet Fodor József lánya telefonon olvasott fel.
A szoborhoz még hozzátartozik, hogy a szobrászművész, Hadik Magda eredetileg nem is a temetőbe, hanem az akkori tanácsháza udvarára (vagy a Petőfi parkba) tette volna a hősi emlékművet. Így írt erről: "Nekem s a szobor klasszikus kifejezésének legjobban megfelelne a tanácsház ősi fái között, a szép, klasszicista épülettől körülvéve, a már meglévő szép kőre való elhelyezés."
A Memento kicsinyített méretű gipszmása a makói József Attila Múzeumban található.